# Nummer (sport)

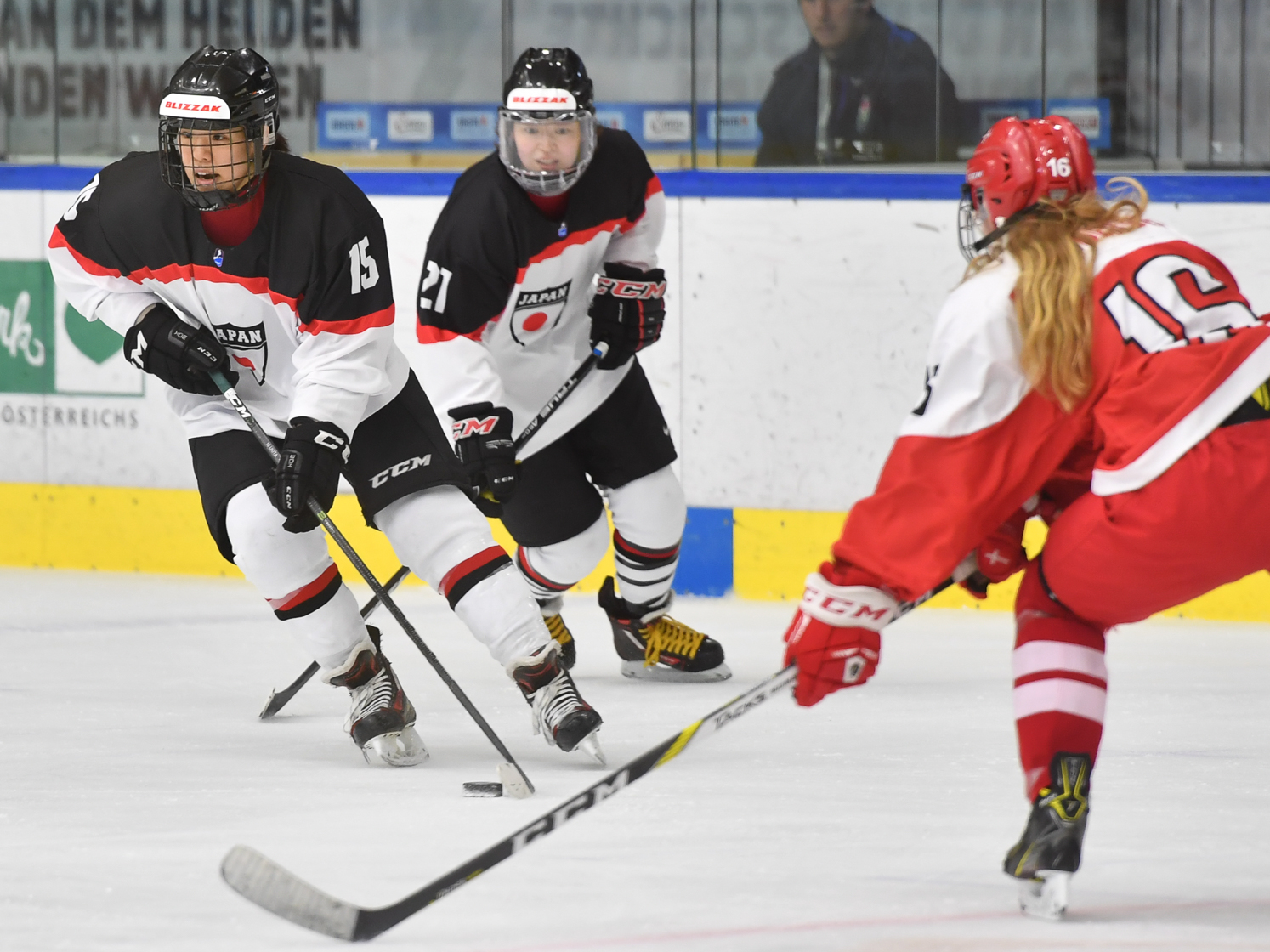
Japanse (links) versus Deense ijshockeyvrouwen in 2017. Japan gebruikt hier westerse nummers, niet het Japanse systeem.

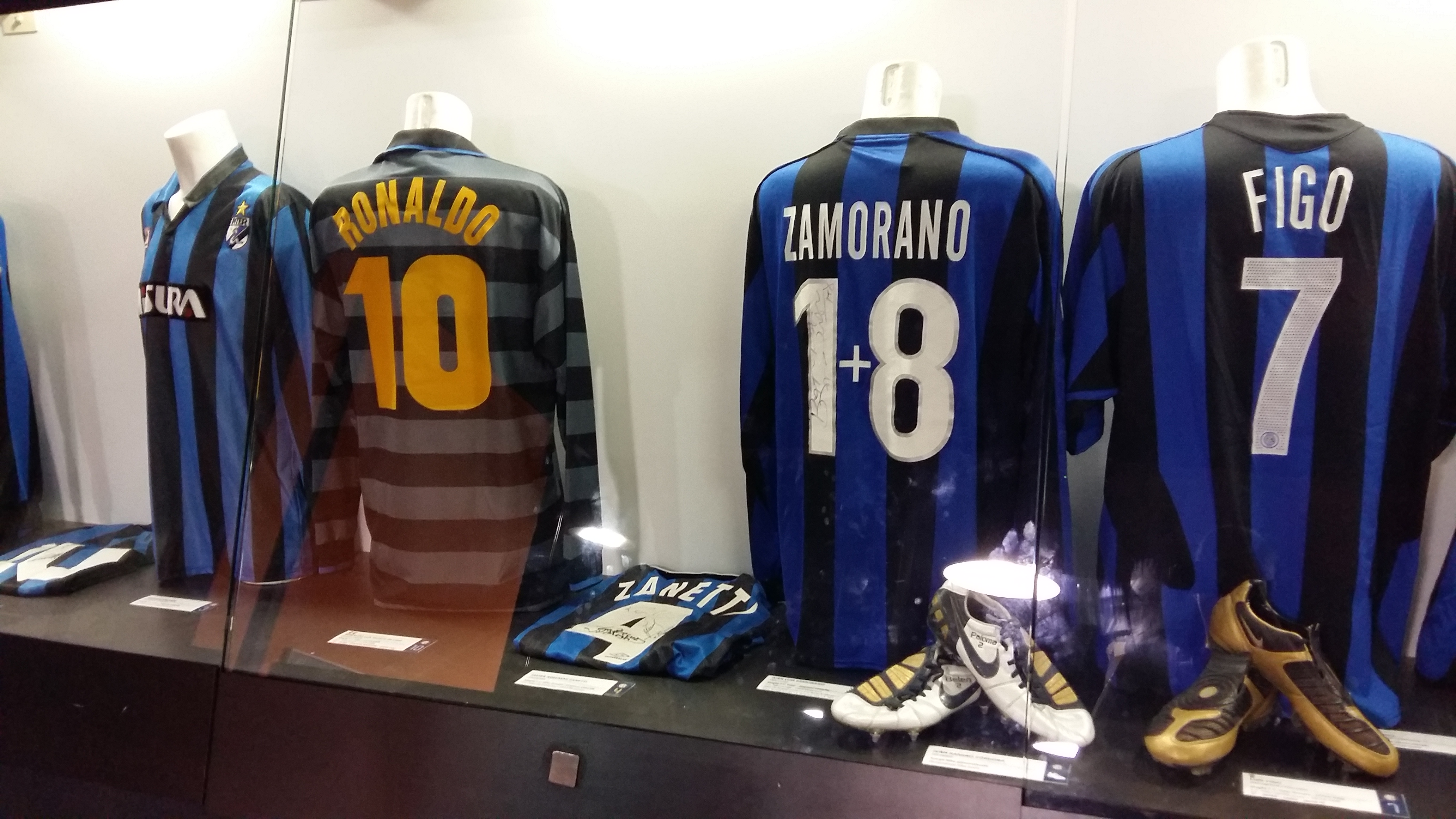
Shirts van Ronaldo, Zanetti, Zamorano en Figo in het museum van San Siro

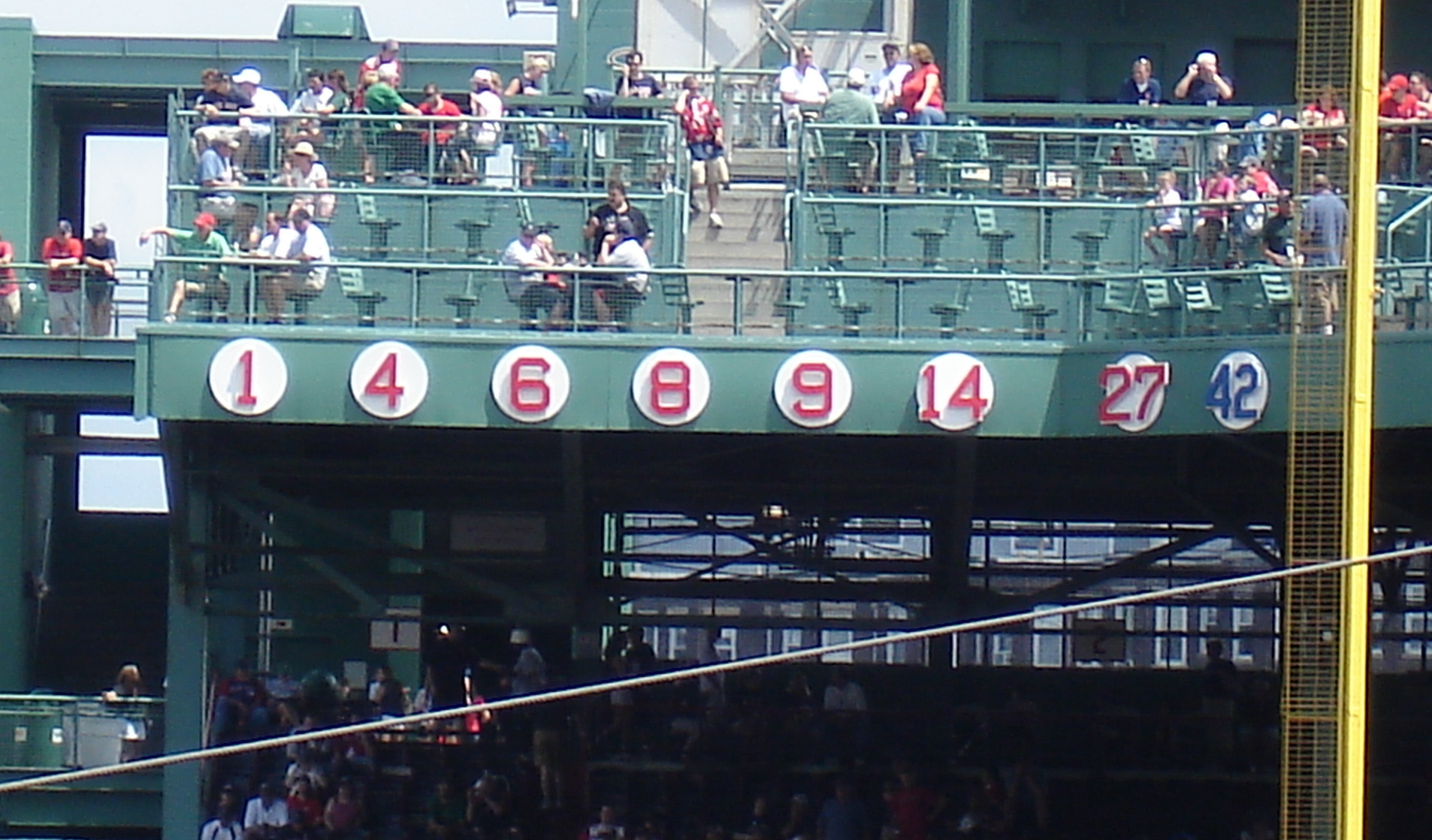
Eerbetoon in het honkbal: buiten gebruik genomen nummers in Fenway Park, het stadion van de Boston Red Sox

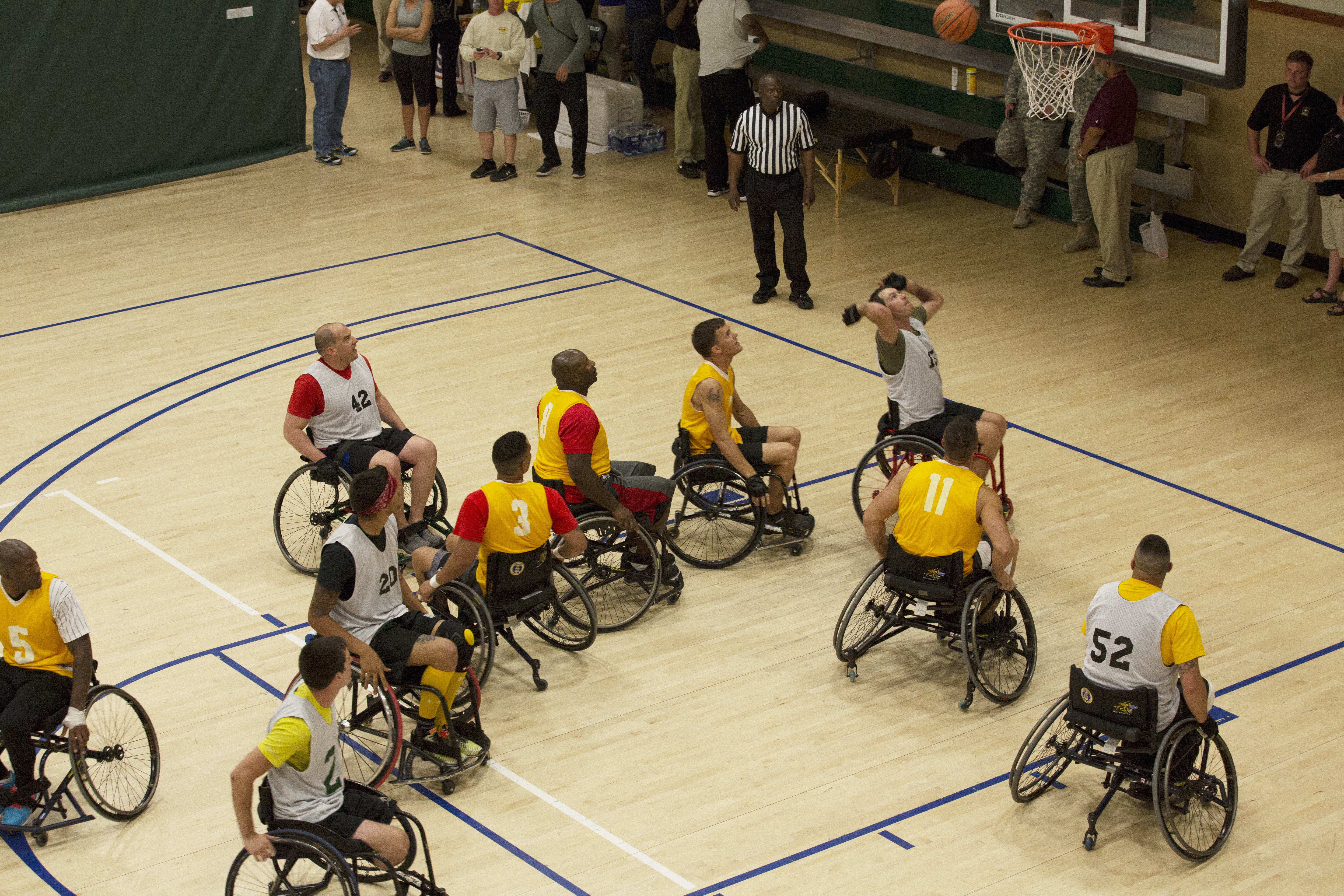
Rug- en borstnummers bij rolstoelbasketbal in een competitie voor gewonde soldaten en veteranen, Fort Bliss, 2015

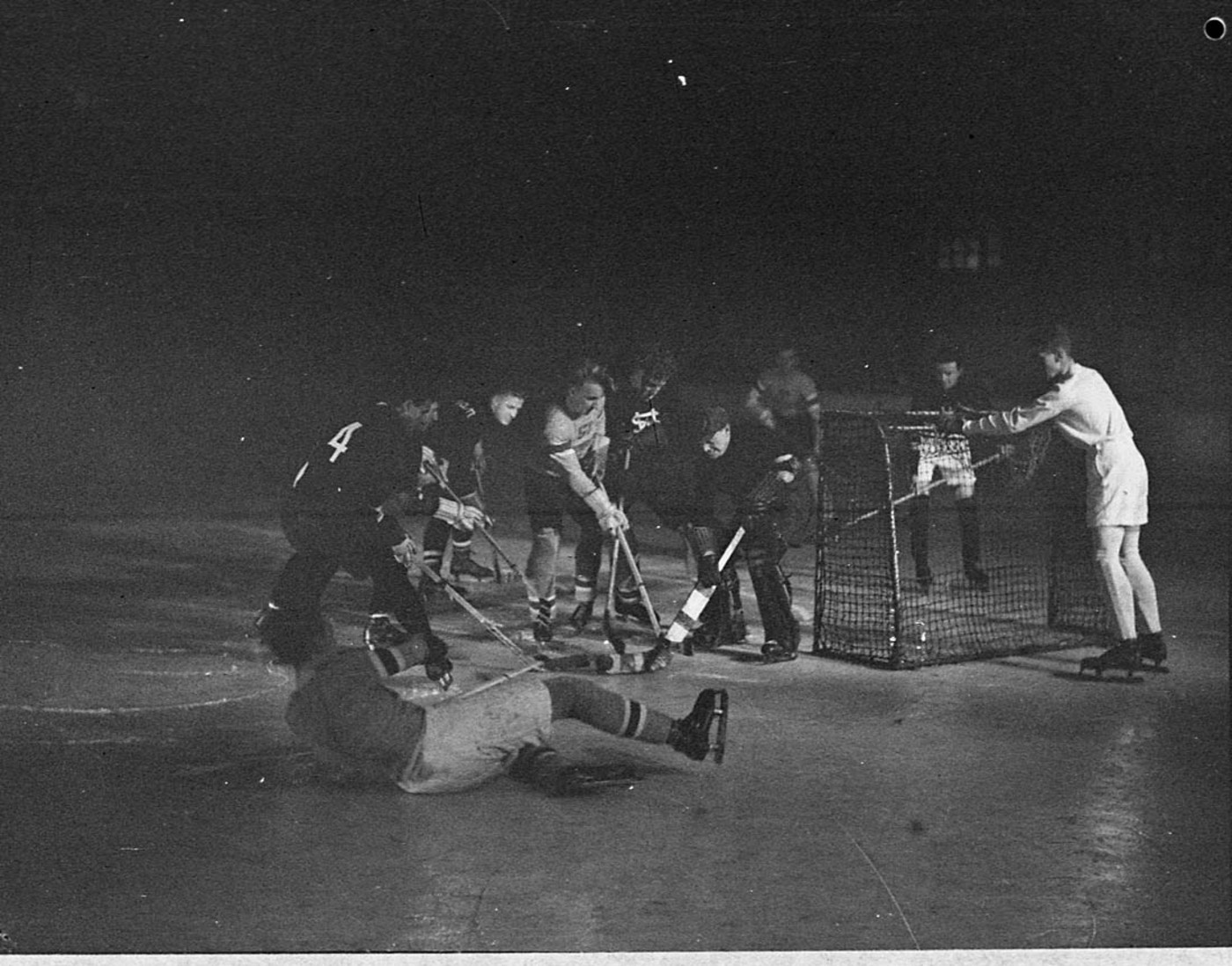
Australisch ijshockey in 1937: één speler heeft een duidelijk rugnummer, bij het andere team zijn geen nummers te zien.

Nummers worden in de sport gebruikt om deelnemers snel en uniek te identificeren binnen een sportevenement. In teamsporten en bij individuele evenementen met veel deelnemers worden ze toegepast in de vorm van rugnummers, die op de rug van een shirt, T-shirt of hemd staan. Helmnummers in de motorsport en rijdersnummers op race- en rallyauto's hebben dezelfde functie. Nummers kunnen gecombineerd worden met letters. Startnummers worden soms per wedstrijd toegewezen en maken dan geen onderdeel uit van de kleding, maar worden eraan bevestigd met spelden of clips. In sommige gevallen weerspiegelt het nummer de startvolgorde in de wedstrijd of de ranglijst van het vorige seizoen.
In veel sporten zijn de nummers hooguit tweecijferig, maar in de motorcross en het cricket kunnen ze driecijferig zijn; bij grote atletiekwedstrijden, zoals de Bay to Breakers in San Francisco, zijn vijfcijferige startnummers nodig.
Rugnummers worden vooral in teamsporten gebruikt, maar ook bij de individuele sporten als triatlon, wielrennen of mountainbiken. Tot de teamsporten met rugnummers behoren voetbal, volleybal, korfbal, basketbal, handbal, rugby, honkbal, American football en hockey. De nummers worden gewoonlijk weergegeven in de Arabisch-Indische cijfers die in de westerse wereld gebruikelijk zijn, zelfs in veel gebieden met andere cijfersystemen, zoals de Arabische wereld.
Rugnummers identificeren de individuele sporters en dienen als aanvulling of vervanging van de namen, die gewoonlijk minder makkelijk te lezen zijn. Ook voorkomen ze verwarring bij spelers met dezelfde naam. Van voren zijn spelers in de meeste sporten aan hun gezicht herkenbaar, zodat de nummers niet altijd aan de buikzijde afgedrukt worden. Bij ijshockey, waar de spelers gebukt lopen en elkaars rugnummers moeilijk kunnen zien, worden ze wel op de mouwen getoond.
De nummers kunnen emotionele waarde hebben, bijvoorbeeld doordat ze worden geassocieerd met een bepaalde sporter. Diverse sporten, competities en sportclubs hebben regels voor toegestane nummers, terwijl veel sporters hun eigen voorkeuren hebben, waarbij numerologie en bijgeloof een rol kunnen spelen.

## Prestige en emotionele waarde
De nummers 9 en 10 voor aanvallers geven in het voetbal prestige, terwijl de 1 gewoonlijk voor de eerste keeper is. zie verder het kopje Voetbal.
Veel bekende sporters zijn verbonden met bepaalde nummers: Michael Jordan 'is' nummer 23, hoewel LeBron James en David Beckham dit later ook gebruikten. Johan Cruijff is 14, Valentino Rossi is 46, Gary Nixon gebruikte Number Nine als pseudoniem. Merchandise maakt hier gebruik van om naast shirts de meest uiteenlopende zaken met die nummers te verkopen aan fans. Sporters hanteren hun nummers ook buiten de sport, bijvoorbeeld in hun accounts op de sociale media: Max Verstappen is @Max33Verstappen, Chris Gayle is @chrisgayle333. Voor volleybalster Laura Dijkema is nummer 14 deel van haar identiteit.
Anderzijds zijn er impopulaire nummers. Naast ongeluksgetallen wordt 69 niet algemeen gewaardeerd vanwege de associatie met standje 69. Bixente Lizarazu koos het toch: geboren in 1969, woog 69 kilo, was 1,69 meter lang. De handballer Staffan Olsson was tevreden met nummer 13: Ik kreeg dat nummer toevallig en later [is] me vaak gevraagd waarom ik met zo'n ongeluksgetal wilde spelen. Toen vond ik het alleen maar mooier en grappiger worden. Ik heb er uiteindelijk 258 interlands mee mogen spelen en heb laten zien dat je met dit nummer ook goed en succesvol kan zijn.

### Eerbetoon en nagedachtenis
Sommige sporten, clubs of teams geven bepaalde nummers niet meer uit als eerbetoon aan topspelers of als herinnering aan dramatische omstandigheden. Anderzijds wordt zo'n nummer ook juist gedragen als herdenking.
In de Formule 1 is nummer 17 permanent uitgesloten ter nagedachtenis aan Jules Bianchi, die tijdens een race om het leven kwam.
In het voetbal geeft Ajax Cruijffs nummer 14 niet meer uit sinds zijn zestigste verjaardag, al was Cruijff het daar niet mee eens: Dat is toch geen eerbetoon? Je moet juist altijd je beste speler met nummer veertien laten spelen. Jackie Groenen koos nummer 14 uit bewondering voor Cruijff; Daphne van Domselaar dacht aan beiden en vond 14 een mooi nummer toen ze het traditionele keepersnummer 1 niet kon kiezen.
Ajax gebruikt ook het nummer van Abdelhak Nouri niet meer, behalve in overleg met de familie Nouri. Anderzijds is er buiten Ajax een reeks van voetballers die juist 34 hebben gekozen als eerbetoon aan deze speler wiens carrière door hersenletsel afgekapt werd: Damil Dankerlui, Terry Lartey Sanniez, Joël Veltman, Ricardo van Rhijn, Sofyan Amrabat, Kevin Diks, Anwar El Ghazi en Segun Owobowale.
Het Ecuadoraans voetbalelftal gebruikt nummer 11 niet meer sinds de dood van de 27-jarige Cristian Benítez in 2013. Door de regels voor eindrondes ontkomen ze er niet altijd aan, zie het kopje Voetbal; bij het wereldkampioenschap 2022 was dit nummer voor Michael Estrada, evenals Benítez een aanvaller.
De Marathon Rotterdam had voor 2024 startnummer 1 toegekend aan Kelvin Kiptum, die er op 8 november 2023 trots mee poseerde. Hij overleed echter twee maanden voor de race en de organisatie reikt het nummer niet uit bij deze editie.

## Namen en rugnummers
De vaste verbinding namen en rugnummers staat voor betrouwbare en hanteerbare informatie en gaat terug op de wielerverslaggever Barend Barendse. Hij kreeg in mei 1958 te horen dat er iemand gevallen was en riep uit: Aan namen heb ik niks, rugnummers moet ik hebben. Een rugnummer kreeg hij echter niet, want de gevallene was de Franse premier Gaillard met zijn kabinet.

## Nummers per sport
Onderstaand wordt voor verschillende sporten het gebruik van nummers besproken. Er wordt geen representatief beeld gegeven, maar er worden diverse aspecten en keuzes belicht.

### Cricket
In het Aziatische cricket hebben of hadden enkele bekende spelers driecijferige nummers:
- Hardik Pandya – 228: Zijn aantal runs in een wedstrijd van het nationale team tot 16 jaar. Vanaf 2016 droeg hij 33, waarbij in de media gespeculeerd wordt over numerologie.[14]
- Chris Gayle – 333: Zijn hoogste individuele score in een testmatch.[15]
- Marlon Samuels – 730: Werd twee jaar uitgesloten van cricket wegens wedstrijdvervalsing en moest het 730 dagen zonder de sport stellen.[16]
- Muttiah Muralitharan – 800: Haalde dit recordaantal wickets in de laatste wedstrijd van zijn testcarrière. Het 800-shirt kon hij niet op dit niveau dragen, maar wel in zijn latere wedstrijden.[17] Ook de acteur die hem in de film 800 speelt draagt dit nummer.
- Kamran Akmal – 158: Zijn hoogste score in testcricket.[16]
- Cheteshwar Pujara – 266: De 266e speler die in testcricket uitkwam voor India.[16]

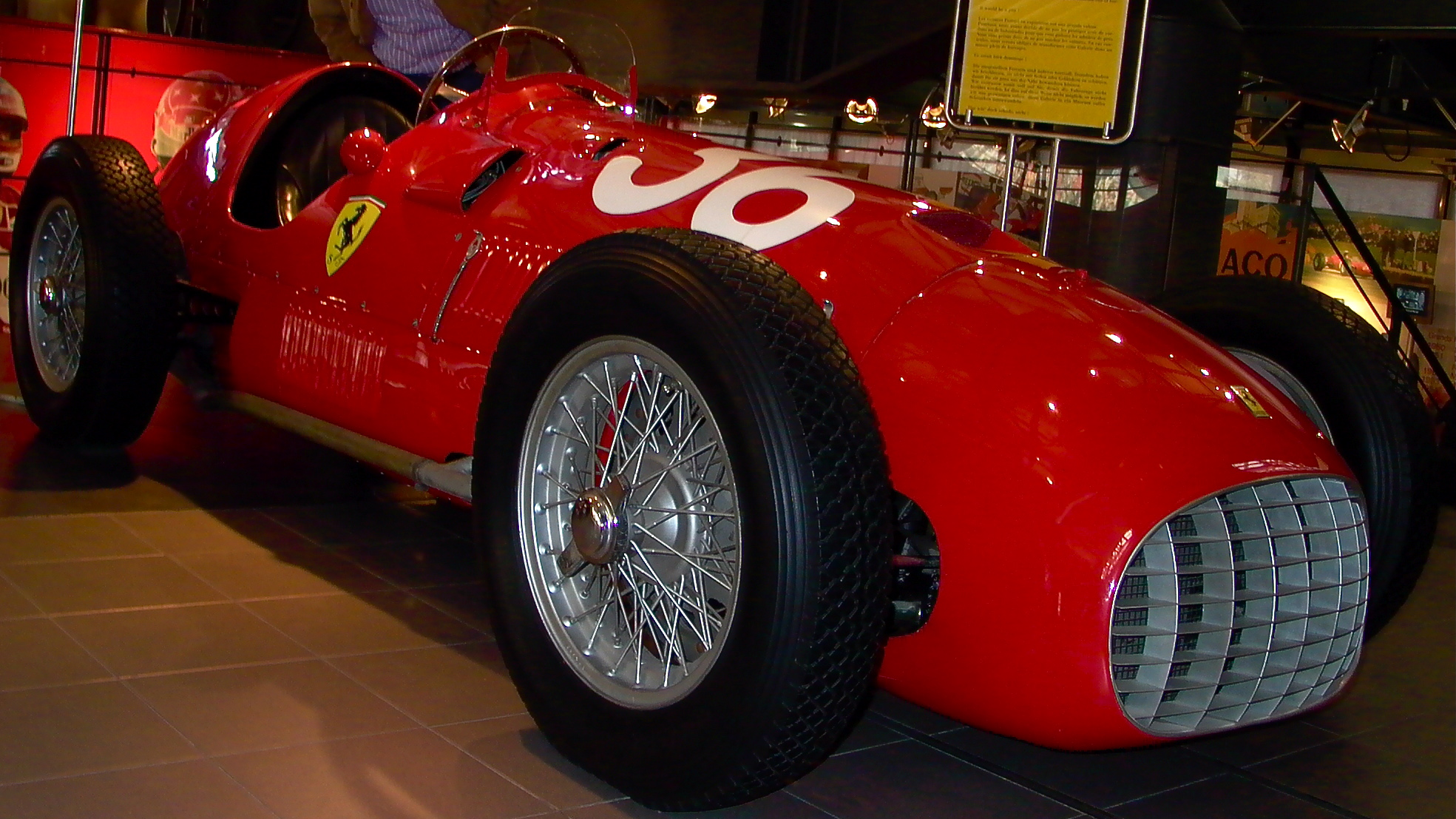
De Ferrari 375 F1 van Alberto Ascari in 1951, met nummer 36

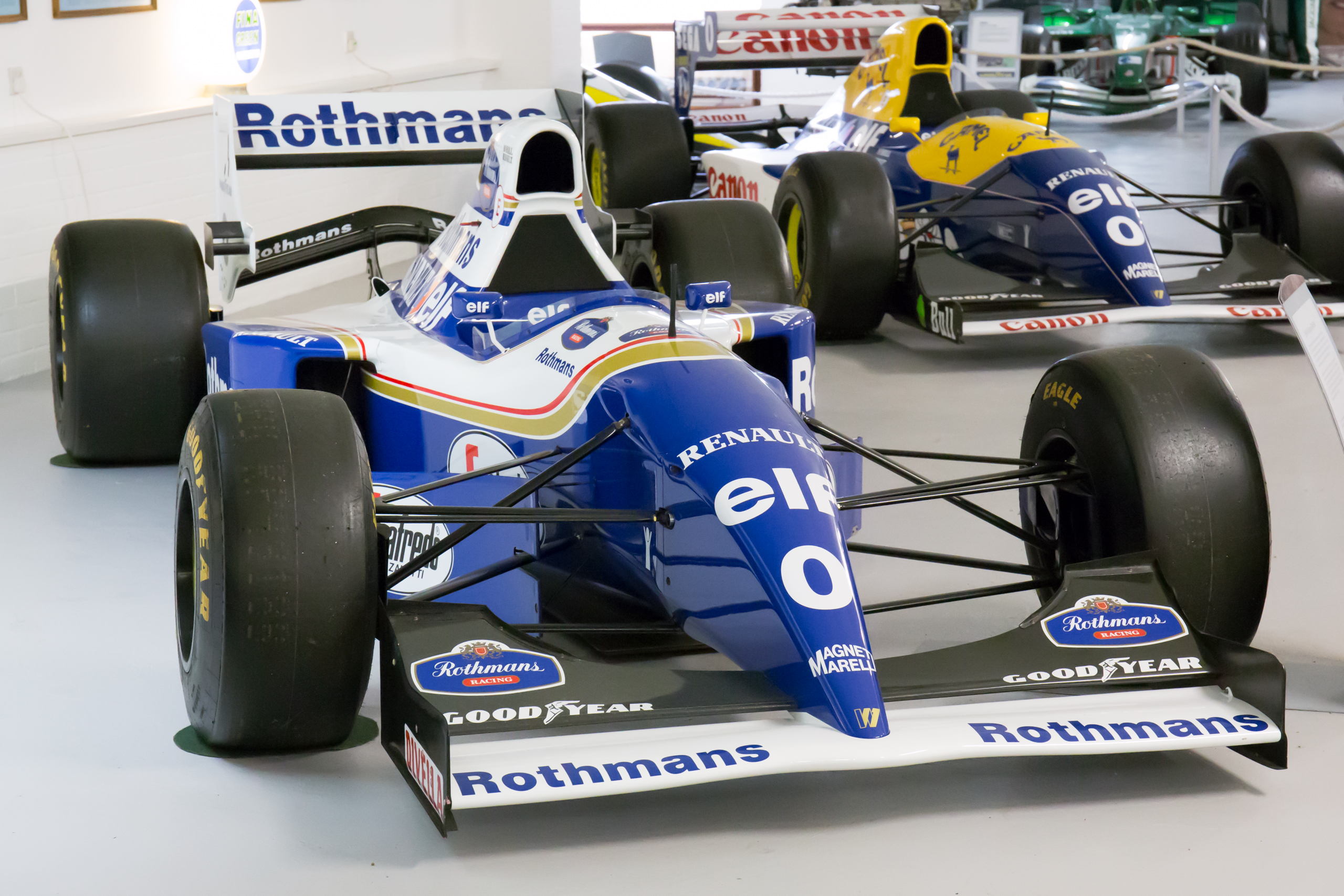
De Williams FW16 (voorgrond) en FW15 van Damon Hill in de Donington Grand Prix Collection

### Formule 1
Vanaf het begin in 1950 tot halverwege seizoen 1973 kende elke circuitorganisatie naar eigen inzicht nummers toe, maar vanaf de tweede helft van 1973 werden de nummers stabiel.
Vanaf 1974 kreeg elk team nummers toegewezen voor zijn auto's, gebaseerd op de constructeursranglijst van 1973. Deze nummers bleven over de seizoenen heen gelijk, behalve dat nummer 1 en 2 gereserveerd werden voor het team met de kampioen bij de coureurs. Het team van de onttroonde kampioen moest dan de vrijgekomen nummers overnemen.
Er waren twee seizoenen onder deze regeling waar niet de 1 maar de 0 gebruikt werd, omdat de wereldkampioen gestopt was. In 1993 was Nigel Mansell gestopt en zijn teamgenoot Riccardo Patrese was overgestapt naar een ander team. Men gaf daarom de 0 en de 2 aan Williams, de constructeurskampioen. Het jaar daarop stopte kampioen Alain Prost. Zowel in 93 als in 94 was het Damon Hill die met de 0 reed. Los van deze regeling had Jody Scheckter in 1973 twee races met de 0 gereden.
Sinds 2014 hebben de coureurs vaste nummers voor de herkenbaarheid. De vaste coureurs kunnen een beschikbaar een- of tweecijferig nummer kiezen of krijgen het door loting toegewezen. Ze houden dat zolang zij in de Formule 1 actief zijn. Ieder team krijgt enkele nummers toegewezen voor reservecoureurs, zodat zij een beperkte keus hebben. Net als vaste coureurs houden zij hun nummer gedurende het seizoen, ook als zij voor meerdere teams uitkomen.
De nummers, aangeduid als competition numbers, moeten zichtbaar zijn op de helm en de voorkant van de auto. Bij moderne bolides zitten ze bovenop de neus, tussen de sponsorreclame. Minstens tot 2016 hadden sommige auto's ze ook op de zijkant of op de eindplaten van de achtervleugels. Vanaf 2017 werden de prominente rugvinnen veel gebruikt voor de nummers.
Alleen de wereldkampioen mag wisselen, omdat die het recht heeft om het nummer 1 te voeren, waarbij zijn persoonlijke nummer gereserveerd blijft. Het nummer werd niet vergeven in de kampioenschapsjaren van Lewis Hamilton, die de voorkeur gaf aan nummer 44. Max Verstappen, die altijd met 33 had gereden, gebruikt als wereldkampioen wel de 1.
De FIA reserveert met het oog op een eventuele rentree nog twee seizoenen de nummers van de coureurs. Nico Rosberg, die als wereldkampioen afscheid nam, had bij een rentree in het eerstvolgende seizoen kunnen kiezen tussen de 1 en zijn persoonlijke nummer, de 6. In het seizoen daarna was alleen de 6 nog mogelijk. Na Rosbergs afwezigheid van twee volledige seizoenen kon een nieuweling nummer 6 claimen.
Coureurs geven uiteenlopende redenen voor hun keuzes, bijvoorbeeld een nummer waarmee ze ooit gewonnen hebben, een verwijzing naar hun geboortedatum of een sporter die ze bewonderen. Sergio Pérez is een fan van voetbal, waar met elftallen gespeeld wordt en gebruikt nummer 11 ook in zijn mailadres. Voor Carlos Sainz jr. lijkt 55 op de opvolgende S'en in zijn naam. Valtteri Bottas had graag 'het geluksgetal 7' willen hebben, maar dat was al bezet door zijn landgenoot Kimi Räikkönen. Hij koos 77 en maakte van de nood een deugd door dat te gebruiken voor zijn commerciële logo BO77AS. Lando Norris gebruikt de hashtag #L4NDO, maar met de stelling dat er geen verhaal zit achter zijn nummer 4 is hij een uitzondering.

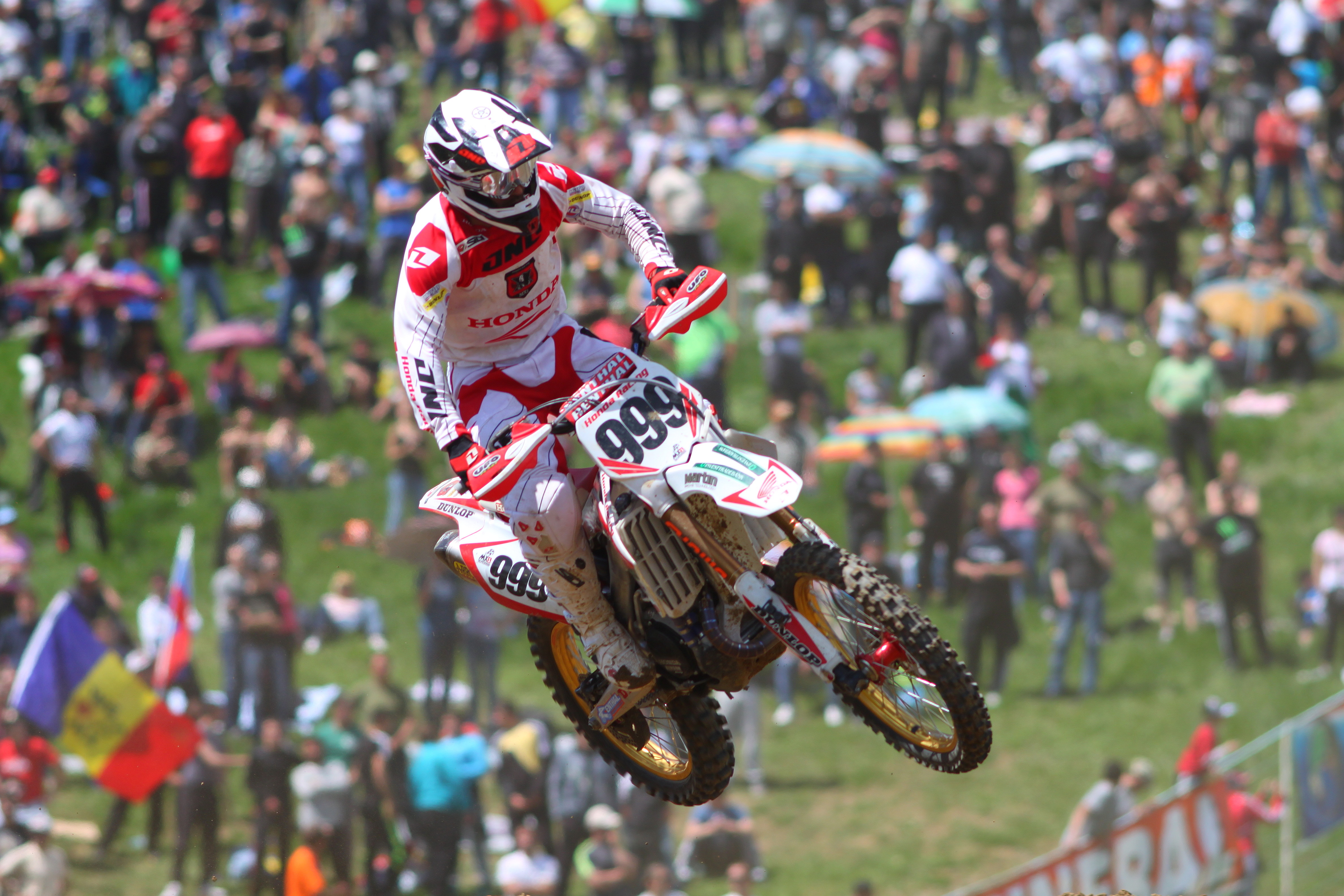
De motorcrosser Rui Gonçalves met nummer 999

### Voetbal

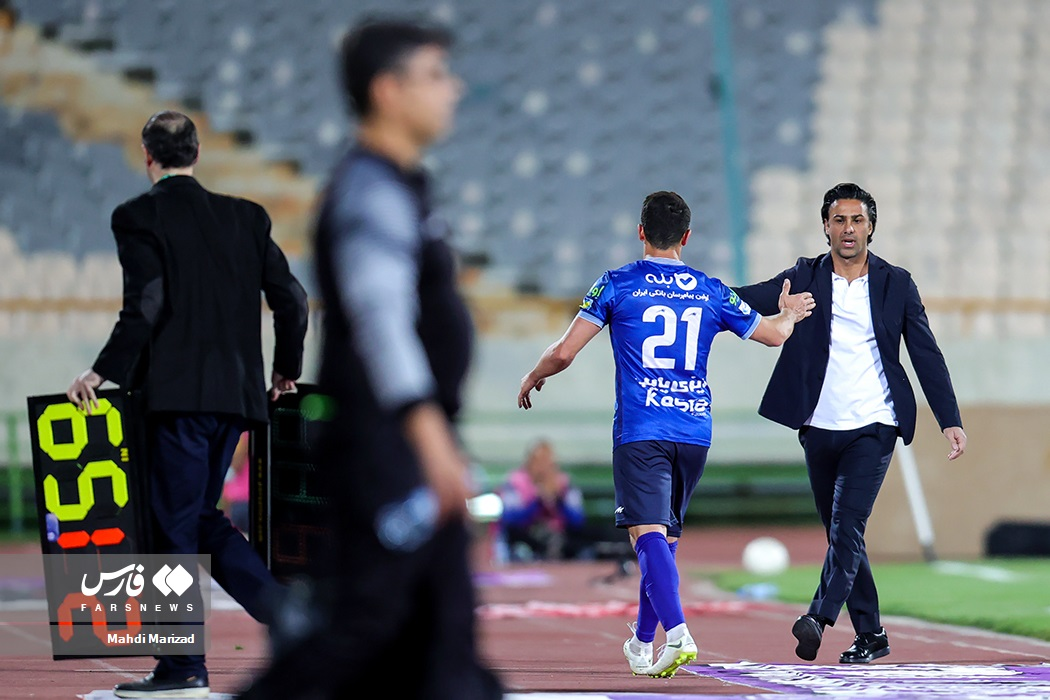
Het wisselbord gebruikt de nummers ook: 59 voor 21

In eerste instantie was het nummer bij voetbal gekoppeld aan een positie op het veld. Sommige van deze nummers leven nog voort in spraakgebruik en gewoontes; zo is 'een echte nummer 9' een spits en een nummer 10 een aanvalsleider, die kan fungeren als aanvallende middenvelder of als valse spits. Een keeper heeft vaak nummer 1. Als iemand in de zomerstop geen rugnummer krijgt, is dit een indicatie dat de club diegene niet op zal stellen.
Voor het WK voetbal 1954 in Zwitserland was in het reglement vastgelegd dat iedere speler tijdens dit toernooi met een vast rugnummer moest spelen. Het zou nog jaren duren voordat vaste rugnummers ook in het clubvoetbal werden ingevoerd. In Nederland wil de KNVB dat spelers gedurende een seizoen een vast nummer gebruiken bij eredivisie-wedstrijden.
Vaste nummers gedurende een toernooi of competitie hebben ingang gevonden en zijn gereglementeerd. De toewijzing van nummers aan veldposities was niet strikt vol te houden, want geen speler bezet verplicht een bepaalde positie en bij het totaalvoetbal werd het hele fenomeen van vaste posities ter discussie gesteld. Bij het wereldkampioenschap van 1974 had Nederland de nummers min of meer op alfabetische volgorde uitgedeeld, zodat Jan Jongbloed met 8 keepte; nummer 14 was al wel voor Cruijff.

#### 9 en 10
De prestigieuze nummers 9 en 10 leveren soms controverses op. Iván Zamorano was dé nummer 9 van Inter Milaan, maar moest het nummer afstaan in een soort stoelendans. De club haalde in 1998 Roberto Baggio, die per se met 10 wilde spelen, het nummer van Ronaldo. Die eiste 9 op, zodat Zamorano iets anders moest vinden. Hij koos 18, op zijn shirt geschreven als 1+8 en dus 9. Het plusje werd later verboden, maar ook Mario Balotelli's 45 en Wout Weghorsts 27 volgden het stramien. Weghorst: Ik heb natuurlijk gekeken welke nummers er nog vrij waren [bij Manchester United]. En twee plus zeven is negen, en dat is het rugnummer van een spits. Ik had er een gevoel bij. 27 was eigenlijk van Alex Telles, maar die was verhuurd en stond het nummer af. Voor het seizoen 2023/2024 is hij door Hoffenheim aangetrokken als spits, met nummer 10.

#### Wereldkampioenschap 2022
Bij het wereldkampioenschap 2022 moest ieder team 23 tot 26 spelers inschrijven en waren enkel de rugnummers 1 tot en met 26 toegestaan; een voltallig team kon dus geen nummers overslaan. Verder was nummer 1 alleen toegestaan voor keepers. Het nummer was strikt persoonlijk, op een uitzondering na: een speler die na de definitieve inschrijving ernstig ziek of gewond raakte, kon voor het begin van het toernooi vervangen worden. De vervangende speler kreeg hetzelfde nummer en de niet-inzetbare speler was niet meer speelgerechtigd.

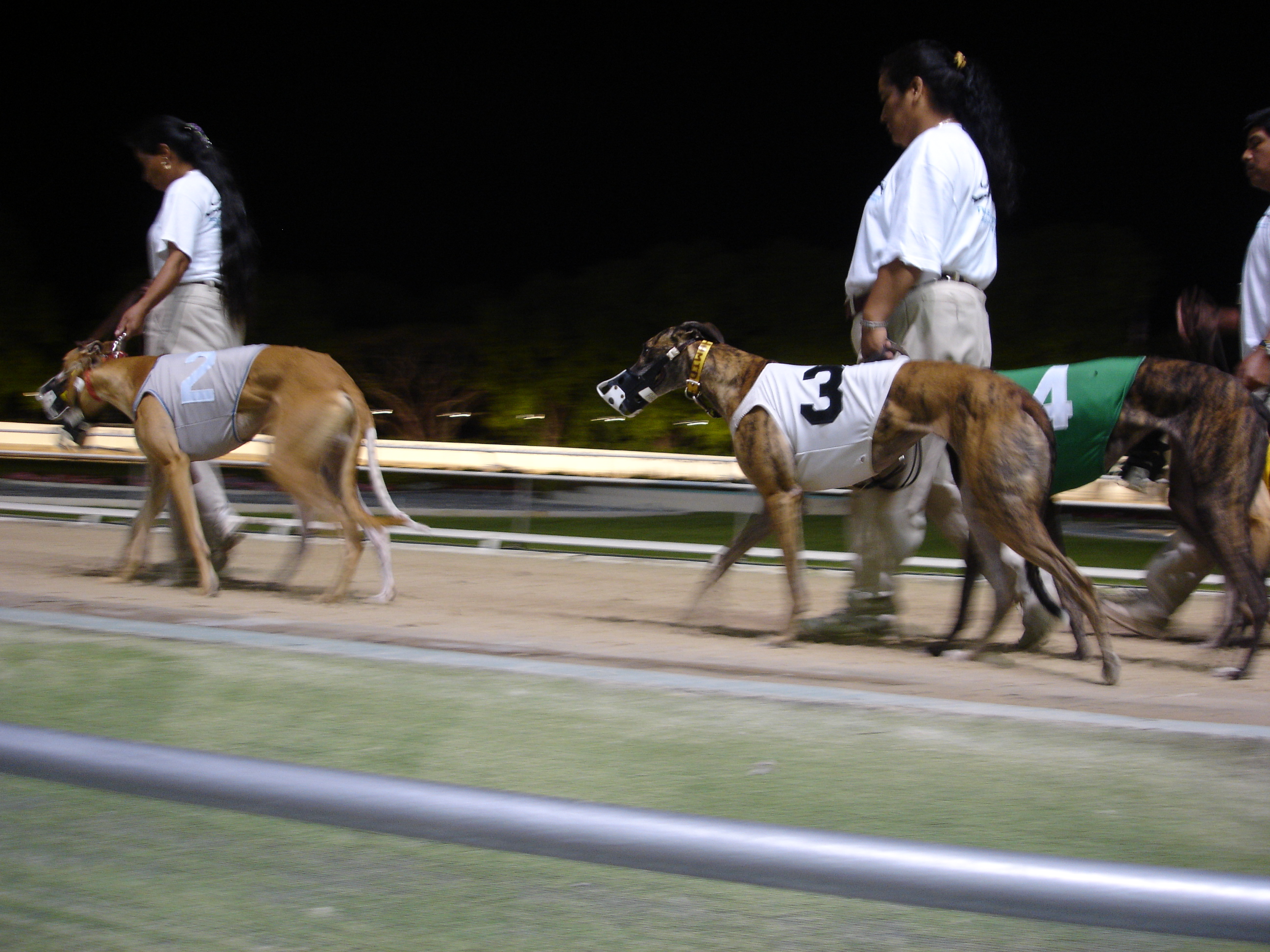
Windhonden met gekleurde en genummerde tuigjes

Op de rug moesten de nummers onder de spelersnaam staan en voorop werden ze op borsthoogte aangebracht. Ook de broeken droegen het nummer. De nummers moesten leesbaar zijn vanaf de tribune en in tv-uitzendingen. De drie keepers van het team moesten elk een andere kleur shirt hebben en het team moest van alle drie de tenues ook een ongenummerd exemplaar meenemen. Dit kon gebruikt worden als een veldspeler de keeper zou vervangen.

### Windhondenrennen
Bij windhondenrennen dragen de honden voor de herkenbaarheid verschillend gekleurde en eventueel gestreepte tuigjes met nummers. Deze vergemakkelijken ook het gokken. Binnen elke competitie is er een vaste koppeling tussen nummer, kleur en strepen, maar de koppeling is niet wereldwijd gestandaardiseerd.
De honden starten vanuit een kooi die door loting of geleide loting wordt toegewezen en dragen het nummer van die kooi. Meestal zijn er minder dan tien honden en dus een eencijferig wedstrijdnummer. Gewoonlijk zetten gokkers in op een bepaalde hond, maar er bestaat ook de mogelijkheid in te zetten op kooinummers; in principe kunnen bepaalde kooien voordelig zijn.